# Tamiyo Corona
La Tamiyo Corona è una struttura geologica della superficie di Venere. Il suo nome fa riferimento a Tamiyo, dea giapponese dell'abbondanza.